# Fokker D.V
Fokker D.V (định danh của Fokker: M.22) là một loại máy bay tiêm kích hai tầng cánh của Đế quốc Đức trong Chiến tranh thế giới I.

## Tính năng kỹ chiến thuật
Đặc điểm tổng quát
- Kíp lái: 1
- Chiều dài: 6.05 m (19 ft 10 in)
- Sải cánh: 8.75 m (28 ft 9 in)
- Chiều cao: 2.30 m (7 ft 6 in)
- Diện tích cánh: 15.5 m2 (167 ft2)
- Trọng lượng rỗng: 363 kg (800 lb)
- Trọng lượng có tải: 566 kg (1.248 lb)
- Powerplant: 1 × Oberursel U.I, 82 kW (110 hp)

Hiệu suất bay
- Vận tốc cực đại: 170 km/h (106 mph)
- Tầm bay: 240 km (149 dặm)
- Trần bay: 3.900 m (12.795 ft)
- Vận tốc lên cao: 2,6 m/s (520 ft/phút)

Vũ khí trang bị
- 1 × súng máy LMG 08/15 7,92 mm (.312 in)